# Le Cabinet de curiosités de Guillermo del Toro
Pour les articles homonymes, voir Cabinet de curiosités.
Production
Diffusion
Le Cabinet de curiosités de Guillermo del Toro (Guillermo del Toro's Cabinet of Curiosities) est une mini-série télévisée d'anthologie américaine en 8 épisodes de 60 minutes, créée par Guillermo del Toro et diffusée entre le 25 et le 28 octobre 2022 sur Netflix.
Il s'agit de l'adaptation d'une nouvelle du même titre écrite par le cinéaste. La série consiste en 8 épisodes mettant chacun en avant une histoire horrifique. Guillermo del Toro a lui-même écrit deux épisodes, les six autres étant écrits par d'autres personnes,.
La série est décrite comme une « collection d'histoires personnellement organisées par le cinéaste oscarisé, décrites comme à la fois sophistiquées et horribles ».
Le cinéaste mexicain introduit chaque épisode, à la manière d'Alfred Hitchcock dans Alfred Hitchcock présente.

## Synopsis

### Épisode 1 -Le Lot 36(Lot 36)
1991, Nick Appleton, un vétéran raciste a contracté des dettes. Pour tenter de les rembourser, il participe à des enchères dans des boxes de stockage. Il acquiert ainsi le contenu du box n°36, dont le propriétaire est décédé.
Alors qu'il fouille le box à la recherche de tout ce qui pourrait avoir de la valeur, il trouve une table ornée d'un pentagramme qui s'avère contenir trois anciens livres permettant l'invocation de démons. Roland, un acheteur potentiel, le presse de trouver le quatrième volume, qui ferait monter la valeur de l'ensemble à 300 000 $.
Alors que les deux fouillent le box à la recherche de celui-ci, ils découvrent un passage secret menant à une chambre où sommeille, dans le corps desséché de la sœur depuis longtemps disparu de l'ancien propriétaire du box, un démon.
Alors que Nick repère le quatrième volume au fond de la pièce, il ignore l'avertissement de Roland et brise le sceau qui maintenait le démon endormi. Une masse de tentacules émerge du corps émacié, consume Roland, et part à la poursuite de Nick à travers les couloirs sombres de l'unité de stockage.
Enfermé à l'intérieur par Amelia, une immigrante mexicaine a qui il a cruellement refusé de rendre des effets personnels après la mise en vente par erreur de son box, il la supplie en vain de le laisser sortir.

### Épisode 2 -Rats de cimetière(Graveyard Rats)
1919, Masson est un pilleur de tombes. Il récupère notamment des dents en or sur des cadavres fraîchement enterrés dans le cimetière où il travaille.
Alors qu'il doit de l'argent à une personne peu recommandable, il entend parler d'un riche vieil homme sur le point d'être enterré avec des objets de valeur.
Mais quand il ouvre le cercueil de ce dernier, il voit que le cadavre a été volé par les rats qui l'ont emmené dans des tunnels qu'ils ont creusés. Masson décide donc d'y pénétrer. Mais pour récupérer son « trésor », il va devoir affronter une horde de rats.

### Épisode 3 -L'Autopsie(The Autopsy)
1976, Dix hommes sont morts après un accident sur leur lieu de travail dans une mine.
Le shérif local, Nate Craven, appelle alors à la rescousse un vieil ami médecin légiste, le Dr Carl Winters, pour tenter de comprendre cette terrible affaire.

### Épisode 4 -La Prison des apparences(The Outside)
1993, Stacey Chapman est une femme un peu étrange, passionnée de taxidermie. Durant les fêtes de fin d'année, elle est invitée contre toute attente à une soirée avec ses collègues de la banque, chez la très populaire Gina. Cette dernière offre à ses convives Alo Glo, un produit cosmétique dont elles raffolent toutes. Très complexée, Stacey est fascinée par Alo Glo et les changements que cela pourrait lui apporter, malgré les réticences de son mari aimant, Keith. Mais la lotion va provoquer chez elle des réactions étranges.

### Épisode 5 -Le Modèle(Pickman's Model)
1909 à Arkham dans le Massachusetts. Will Thurber étudie l'art. Il rencontre l'étrange et mystérieux Richard Pickman dont les œuvres sont effrayantes.
Quelques années plus tard, en 1926, Will travaille désormais dans un musée et est devenu père de famille. Il est cependant hanté par des visions horrifiques rappelant les oeuvres de Pickman.
Le scénario est une adaptation du Modèle de Pickman, de H. P. Lovecraft.

### Épisode 6 -Cauchemars de passage(Dreams in the Witch House)
1933, Walter Gilman a été jadis témoin de la mort de sa sœur jumelle, Epperley. Il va tenter de la faire revenir.
Le scénario est une adaptation de La Maison de la sorcière, de H. P. Lovecraft.

### Épisode 7 -L'Exposition(The Viewing)
22 septembre 1979, Lionel Lassiter est un homme riche vivant reclus. Il invite quatre personnes dans sa belle demeure : le musicien Randall Roth, la physicienne spécialisée dans la vie extraterrestre Charlotte Xie, l'auteur à succès Guy Landon et le prétendu voyant Targ Reinhhard.
Ils vont se lancer dans une expérience psychique via des substances psychotropes.

### Épisode 8 -Murmuration(The Murmuring)
1951, Nancy et Edgar Badley sont deux ornithologues étudiant notamment les murmures des Sturnidae.
Le couple a récemment perdu leur fille, Ava. Pour poursuivre leurs travaux au calme, ils se réfugient dans une maison isolée. Ils vont y avoir d'effrayantes visions.

## Distribution
Sauf indication contraire, les informations mentionnées dans cette section peuvent être confirmées par la base de données cinématographiques IMDb,  présente dans la section « Liens externes ».

### Principal
- Guillermo del Toro (VF : Patrick Raynal) : lui-même

### Récurrents
- Lize Johnston (VF : Kahina Tagherset) : Dottie / Keziah (épisodes 1, 4 et 6)
- Kevin Keppy : Corpse / Blob Man (épisodes 2 et 7)

### Épisode 1 -Le Lot 36(Lot 36) -Guillermo Navarro
- Tim Blake Nelson (VF : Laurent Morteau) : Nick Appleton
- Sebastian Roché (VF : Emmanuel Gradi) : Roland
- Elpidia Carrillo (VF : Ethel Houbiers) : Emilia
- Demetrius Grosse (en) (VF : Mike Fédée) : Eddie
- Martha Burns (VF : Catherine Lafond) : Agatha

### Épisode 2 -Rats de cimetière(Graveyard Rats) -Vincenzo Natali
- David Hewlett (VF : Bruno Magne) : Masson
- Alexander Eling : Burton
- Julian Richings (VF : Vincent Violette) : Dooley
- Nabeel El Khafif (VF : Charles Uguen) : Hans Overfist
- Ish Morris : Harry

### Épisode 3 -L'Autopsie(The Autopsy) -David Prior
- F. Murray Abraham (VF : Féodor Atkine) : Dr Carl Winters
- Glynn Turman (VF : Thierry Desroses) : le shérif Nate Craven
- Luke Roberts (VF : Jérôme Pauwels) : Joe Allen
- James Acton (VF : Ludovic Baugin) : Abel Dougherty

### Épisode 4 -La Prison des apparences(The Outside) -Ana Lily Amirpour
- Kate Micucci (VF : Barbara Beretta) : Stacey Chapman
- Martin Starr (VF : Adrien Antoine) : Keith Chapman
- Dan Stevens (VF : Serge Faliu) : Alo Glo Man
- Chloe Madison : l'assistante d'Alo Glo
- Diana Bently (VF : Flora Kaprielian) : Jill
- Kylee Evans (VF : Victoria Grosbois) : Gina Kapov
- Shauna MacDonald (VF : Ariane Deviègue) : Kathy

### Épisode 5 -Le Modèle(Pickman's Model) -Keith Thomas
- Ben Barnes (VF : Marc Arnaud) : William Thurber
- Crispin Glover (VF : Yann Guillemot) : Richard Upton Pickman
- Oriana Leman (VF : Anaïs Delva) : Rebecca
- Laurie Murdoch (VF : Michel Voletti) : Dr Reid

### Épisode 6 -Cauchemars de passage(Dreams in the Witch House) -Catherine Hardwicke
- Rupert Grint[8] (VF : Olivier Martret) : Walter Gilman
- Ismael Cruz Córdova (VF : Stéphane Fourreau) : Frank Elwood
- DJ Qualls (VF : Damien Witecka) : Jenkins Brown
- Nia Vardalos (VF : Colette Marie) : Mme Levine
- Daphne Hoskins (VF : Lévanah Solomon) : Epperley Gilman

### Épisode 7 -L'Exposition(The Viewing) -Panos Cosmatos
- Peter Weller (VF : Jean Barney) : Lionel Lassiter
- Eric André (VF : Antoine Schoumsky) : Randall Roth
- Sofia Boutella[9] (VF : Kahina Tagherset) : Dr Zahra
- Steve Agee (VF : Pascal Casanova) : Guy Landon
- Charlyne Yi (VF : Camille Donda) : Charlotte Xie
- Michael Therriault (VF : Cyrille Artaux) : Targ Reinhard

### Épisode 8 -Murmuration(The Murmuring) -Jennifer Kent
- Andrew Lincoln (VF : Tanguy Goasdoué) : Edgar Bradley
- Essie Davis[10] (VF : Danièle Douet) : Nancy Bradley
- Hannah Galway[11] : Claudette
- Greg Ellwand (VF : François Dunoyer) : M. Grieves

 Source et légende : version française (VF) sur RS Doublage

## Production

### Développement
En mai 2018, il est annoncé que Netflix a commandé la série. La production déléguée est notamment assurée par Guillermo del Toro, J. Miles Dale et Gary Ungar. Le premier officiera également comme scénariste de quelques épisodes. Il confiera à d'autres l'écriture des autres épisodes,,. Le projet est alors baptisé Guillermo del Toro Presents 10 After Midnight.
En septembre 2021, The Hollywood Reporter annonce que Jennifer Kent écrira et réalisera un épisode mettant en vedette Essie Davis, qu'elle avait dirigée dans Mister Babadook (2014). Il est ensuite précisé que les sept autres épisodes seront réalisés par Ana Lily Amirpour, Panos Cosmatos, Catherine Hardwicke, Guillermo Navarro, David Prior, Vincenzo Natali et Keith Thomas. Côté scénaristes, Regina Corrado, Lee Patterson, Haley Z. Boston, Mika Watkins ou encore Aaron Stewart-Ahn sont annoncés.

### Tournage
Le tournage débute le 28 juin 2021 à Toronto. Les prises de vues s'achèvent le 16 février 2022.

### Fiche technique
Sauf indication contraire, les informations mentionnées dans cette section peuvent être confirmées par la base de données cinématographiques IMDb,  présente dans la section « Liens externes ».
- Titre original : Guillermo del Toro's Cabinet of Curiosities
- Titre français et québécois : Le Cabinet de curiosités de Guillermo del Toro
- Création : Guillermo del Toro, d'après l'histoire originale créée par lui-même
- Réalisation : Ana Lily Amirpour, Panos Cosmatos, Catherine Hardwicke, Jennifer Kent, Vincenzo Natali, Guillermo Navarro, David Prior et Keith Thomas
- Scénario : Guillermo del Toro ; Haley Z. Boston, Emily Carroll, Regina Corrado, Panos Cosmatos, David S. Goyer, Jennifer Kent, Lee Patterson, Aaron Stewart-Ahn et Mika Watkins
- Musique : Anne Chmelewsky, Jeff Danna, Tim Davies, Jed Kurzel, Michael Yezerski et Christopher Young
  - Thème du générique : Holly Amber Church
- Direction artistique : Henry Salonen et Colin Woods
- Décors : Tamara Deverell
- Costumes : Luis Sequeira et Jeff William Campbell
- Photographie : Colin Hoult, Jeremy Benning, Anastas N. Michos et Michael Ragen
- Montage : Ben Wilkinson, Cam McLauchlin et Marc Roussel
- Casting : Denise Chamian
- Production : Jeff J.J. Authors
- Production exécutive : J. Miles Dale, Guillermo del Toro, Gary Ungar
- Sociétés de production : Exile Entertainment et Double Dare You ; Netflix (coproduction)
- Société de distribution : Netflix
- Pays de production :  États-Unis
- Langue originale : anglais
- Format : couleur - son Dolby Digital
- Genres : anthologie, horreur, fantastique
- Durée : 60 minutes
- Date de première diffusion : 25 octobre 2022 sur Netflix

## Épisodes
1. Le Lot 36 (Lot 36)
2. Rats de cimetière (Graveyard Rats)
3. L'Autopsie (The Autopsy)
4. La Prison des apparences (The Outside)
5. Le Modèle (Pickman's Model)
6. Cauchemars de passage (Dreams in the Witch House)
7. L'Exposition (The Viewing)
8. Murmuration (The Murmuring)